# WWE All Stars
WWE All Stars est un jeu d'arcade-combat publié par THQ et développé par THQ San Diego sur consoles PlayStation 2, PlayStation 3, PlayStation Portable, Wii et Xbox 360 dans le cadre d'un contrat d'édition avec la branche de catch professionnel World Wrestling Entertainment (WWE). Dans la même lignée que la série Smackdown vs. Raw, All-Stars s'écarte tout de même du concept de simulation, tous ses aspects sont en effet caricaturés, exagérés autant les personnages que les combats en eux-mêmes l'idée étant de faire s'affronter le plus grand roster jamais réuni. Il est sorti le 29 mars 2011 aux États-Unis et le 1er avril 2011 en Europe.

## Spécificités
All-Stars est un jeu d'arcade classique basé sur deux concepts novateurs: L'exagération à l'extrême des personnages, prises, mouvements, types de matchs… Et l'opposition entre les « Légendes » et les « Superstars » de la WWE. Le but du jeu est d'arriver, au terme de plusieurs combats organisés, à « Savoir qui est le meilleur de tous les temps ». Le jeu est organisé en plusieurs niveaux destinés à sélectionner les meilleurs pour les conduire à la suprématie. En plus du concept de « Roster Géant », All-Stars propose une version sur-dimensionnée du catch : les personnages sont de véritables montagnes humaines avec des musculatures herculéennes, les prises sont de véritables destructions qui génèrent des ondes de choc, les mastodontes peuvent sauter à plusieurs mètres de hauteur, les petits gabarits sont capables de soulever des géants, l'environnement (Ring, bords du ring…) peut être utilisé à des fins destructrices, et plus encore.

## Modes de jeu
En plus des modes d'exhibition et multijoueur classiques, il existe deux principaux modes de jeu : le mode Path of Champions, lui-même divisé en trois parties, permet de parvenir à gagner un titre de championnat au terme d'une sélection sur 10 matchs organisés selon une storyline ; le joueur peut, à terme y affronter The Undertaker en version Grimm Reaper, Randy Orton et D-Generation X. Le mode « Fantasy Warfare » est, lui, destiné à définir « le meilleur athlète de l'Histoire », les différents catcheurs sont divisés en plusieurs catégories, et un match est organisé pour savoir lequel des deux catcheurs de la même catégorie est le meilleur.
Un mode de création de nouveaux personnages a été également mis en place. Il est certes moins évolué que celui de Smackdown vs. Raw mais permet toutefois de créer un personnage original qui peut être joué dans le Path of Champions.

## Développement
Annoncé en même temps que WWE SmackDown vs. Raw 2011, la conception et le roster de All-Stars sont longtemps restés secrets avant d'être dévoilés partiellement début 2011. Sa  promotion en sera faite par l'ex-WWE Champion, "Macho Man" Randy Savage.

## Roster
Il n'y a dans ce jeu aucune Diva, notamment à cause des restrictions qualité/quantité (l'ajout des Divas aurait surchargé les disques de jeux et entrainé une baisse du niveau de jeu et de graphismes).